# Karol Maliszewski
Karol Maliszewski (ur. 27 lipca 1960 w Nowej Rudzie) – polski poeta, prozaik, krytyk literacki, literaturoznawca, doktor habilitowany, profesor Uniwersytetu Wrocławskiego.

## Życiorys
Urodził się w Nowej Rudzie na Dolnym Śląsku. Syn Franciszka i Stanisławy (z domu Pieróg), małżeństwa krawców. W 1979 r. po zdaniu matury w noworudzkim liceum ogólnokształcącym studiował przez krótki czas filologię polską na Uniwersytecie Wrocławskim. W 1980 r. pracował jako pomocnik betoniarza w Warszawie, a potem pracownik sezonowy w gospodarstwie rolnym w Sudetach. W 1981 r. podjął studia filozoficzne na Uniwersytecie Wrocławskim, gdzie uzyskał magisterium w 1987 r. Od tego roku pracuje w szkolnictwie. Ukończył podyplomowe studia polonistyczne na Uniwersytecie Opolskim.
W 1993 r. został członkiem Stowarzyszenia Pisarzy Polskich, był członkiem Zarządu Głównego, a w Oddziale Wrocławskim stowarzyszenia działał jako przewodniczący komisji wydawniczej. Był jurorem w programie TVP Dolina Kreatywna oraz recenzentem literackim w programie Rewolwer Kulturalny. W 2000 r. został wykładowcą polskiej literatury współczesnej w Kolegium Karkonoskim w Jeleniej Górze. W 2001 r. zaczął prowadzić warsztaty poetyckie w Studium Literacko-Artystycznym przy Uniwersytecie Jagiellońskim w Krakowie. W 2003 r. uzyskał doktorat nauk humanistycznych na Uniwersytecie Wrocławskim na podstawie rozprawy pt. Na tropach nowej świadomości poetyckiej. O poezji pokolenia bruLionu i następców. Promotorem był prof. Jacek Łukasiewicz. Był stypendystą Ministerstwa KiDzN, Wojewody Wałbrzyskiego i Marszałka Województwa Dolnośląskiego. W 2008 r. podjął pracę jako adiunkt w Instytucie Dziennikarstwa i Komunikacji Społecznej Uniwersytetu Wrocławskiego. Od października 2018 r. doktor habilitowany nauk humanistycznych w dziedzinie literaturoznawstwa.
Od 2015 Karol Maliszewski oraz Olga Tokarczuk są gospodarzami Festiwalu Góry Literatury organizowanego w Nowej Rudzie i okolicznych miejscowościach przez Fundację Olgi Tokarczuk przy wsparciu m.in. miasta i gminy Nowa Ruda. W programie festiwalu znajdują się: akcje edukacyjne, debaty, koncerty, panele, pokazy, spotkania, Noworudzkie Spotkania z Poezją, warsztaty: filmowe, kulinarne, literackie; wystawy.

## Twórczość
Karol Maliszewski jako poeta debiutował w 1978 r. wierszem pt. Piosnka jej, opublikowanym w 12 numerze miesięcznika „Radar”. W piśmie tym do 1987 r. z przerwami zamieszczał wiersze, prozę i recenzje. W 1978 r. debiutował też jako krytyk literacki notą pt. Poezja walcząca. Nie tak o Białoszewskim, zamieszczoną w rubryce Listy do Kameny w 18 numerze tygodnika „Kamena”. Wiersze publikował m.in. w miesięczniku „Odra” w 1984 i 1986 r. W latach 1986–1988 był wielokrotnie laureatem konkursów poetyckich, otrzymał: nagrodę w konkursie Nadchodzące pokolenie 1986 r., wyróżnienie w OKP im. J. Śpiewaka 1987 r., nagrodę w OKP im. J. Przybosia Patra '87, nagrodę Czerwonej Róży w OTP społecznej zaangażowanej. Był współpracownikiem „Trybuny Wałbrzyskiej” w latach 1989–1992, członkiem zespołu redakcyjnego, redaktorem „Gazety Noworudzkiej”, na łamach której zamieszczał też felietony, publikował w „Dzienniku Dolnośląskim” w latach 1992–1993.
Karol Maliszewski brał czynny udział w życiu literackim i kulturalnym. W 1990 r. był współtwórcą Noworudzkiego Klubu Literackiego Ogma oraz działał w podobnych klubach w Kłodzku i w Wałbrzychu. Współdziałał z Miejską Biblioteką Publiczną w Nowej Rudzie, organizując i prowadząc Noworudzkie Spotkania z Poezją (IV-XI, XIV-XX) oraz Konkurs o Laur Kosmicznego Koperka. Wchodził w skład jury ogólnopolskich konkursów literackich (m.in. „Złoty Środek Poezji”, „O Granitową Strzałę”, „Krajobrazy Słowa”, im. Michała Kajki, im. Zygmunta Krukowskiego, im. Rainera Marii Rilkego). Od 2016 r. członek jury Wrocławskiej Nagrody Poetyckiej „Silesius”. Rozwijał twórczość literacką i krytycznoliteracką, publikując liczne recenzje, artykuły, wiersze i opowiadania na łamach pism, będąc w niektórych współpracownikiem lub członkiem zespołu redakcyjnego: „Akant”, „Arkusz”, „Borussia”, „Czas Kultury”, „FA-art”, „Fraza”, „Kresy”, „Nowa Okolica Poetów”, „Nowy Nurt”, „Odra”, „Opcje”, „Pomosty”, „Pracownia”, „Pro Libris”, „Red.”, „Res Publica Nowa”, „Studio”, „Studium”, „Sycyna”, „Topos” – m.in. tłumaczenie wierszy z j. czeskiego, Twórczość, Tygodnik Powszechny, Wersja. Jest autorem tomików poetyckich, tomów prozy, szkiców krytyczno-literackich, oraz recenzji, felietonów, które publikuje również w internetowych pismach literackich.

Od połowy lat 90. XX w. uważany za najaktywniejszego i jednocześnie kontrowersyjnego krytyka młodej poezji. Równie istotne miejsce w twórczości Maliszewskiego zajmuje poezja oraz proza, w której przedstawia naznaczony autobiografizmem, barwny obraz losu jednostki na tle świata małej ojczyzny

## Prywatnie
W 1981 r. zawarł związek małżeński z Apolonią Piórkowską, bibliotekarką, z którą rozwiódł się w 2008 r. i ożenił z Joanną Drążek, nauczycielką. Ojciec trojga dzieci: Magdaleny (ur. 1982), Mileny (ur. 1984) i Kornela (ur. 1988). Mieszka w Nowej Rudzie.

## Poezja
1. Dom i mrok (1985),
2. Wiersz wolny (1987),
3. Miasteczko – prośba o przestrzeń (1988),
4. Będę przebywał jeszcze wtedy w Polsce (1991),
5. Młody poeta pyta o- (1994), ISBN 83-901319-1-9,
6. Rocznik sześćdziesiąty grzebie w papierach (1996),
7. Rok w drodze (2000)[1],
8. Inwazja i inne wiersze (2004),
9. Na obou stranách (2005)[7],
10. Zdania na wypadek. Wiersze wybrane (2007),
11. Potrawy pośmiertne (2010)[8],
12. Ody odbite (2012),
13. Jeszcze inna historia. Wiersze wybrane (2015),
14. Przypadki Pantareja. Wiersze dla małych i dużych[9] (2017),
15. [małe zawsze] (2017),
16. Piosenka o przymierzaniu (2019),
17. Silnik na trawie (2022, ISBN 978-83-65502-68-1),
18. List do prawnuków (2024, ISBN 978-83-6715-26-62).

## Proza
1. Dziennik pozorny (1997),
2. Próby życia (1998),
3. Faramucha (2001)[1],
4. Sajgon (2009)[8],
5. Manekiny (2012),
6. Przemyśl-Szczecin (2013),
7. Ludzie stąd (2017),
8. Szpok. Próby (2020, ISBN 978-83-955516-6-6),
9. Czarownica nad Włodzicą. Baśnie i legendy z Nowej Rudy i okolic (2021)[10],
10. Diabeł z Wilkowca. Baśnie z i legendy z okolic Nowej Rudy (2023)[11],
11. Udar w ministerstwie wyjaśnień, razem z Jarkiem Łukaszewiczem (2024)[12]

## Podręczniki i przekłady
1. Jak zostać pisarzem – podręcznik (współautor) (2011),
2. Jiří Červenka, Na obou stranách (2005)[7],
3. Jiří Červenka, Teoria przekładu. Wiersze stare i nowe – przekład[13].

## Szkice krytyczne
1. Nasi klasycyści, nasi barbarzyńcy. Szkice o nowej poezji (1999),
2. Zwierzę na J. Szkice o wierszach i ludziach (2001)[1],
3. Nowa poezja polska 1989–1999. Rozważania i uwagi (2005),
4. Rozproszone głosy (2006),
5. Po debiucie. Dziennik krytyka (2008),
6. Z dolnośląskiej półki: szkice o literaturze regionalnej (2008)[14],
7. Pociąg do literatury. Szkicownik literacki z Dolnego Śląska (2010)[8],
8. Wolność czytania. Teksty z przypisami i bez (2015),
9. Poezja i okolice. Między krytyką literacką a historią literatury (2018),
10. Bez zaszeregowania. O nowej poezji kobiet (2020),
11. Język w ogniu i inne metafory krytycznoliterackie (2022)
12. Poeta jako krytyk (i inne szkice środowiskowe) (2025)[15].

## Nagrody za twórczość poetycką i krytycznoliteracką
- im. Marka Jodłowskiego (1994),
- im. Barbary Sadowskiej (1998),
- im. Ryszarda Milczewskiego-Bruno (1999),
- Nagrody Literackiej Nike nominacja za szkice Rozproszone głosy (2007)[8][16],
- Odznaczenie Honorowe Powiatu Kłodzkiego przyznane za wybitne zasługi dla powiatu (25 września 2019)[17].

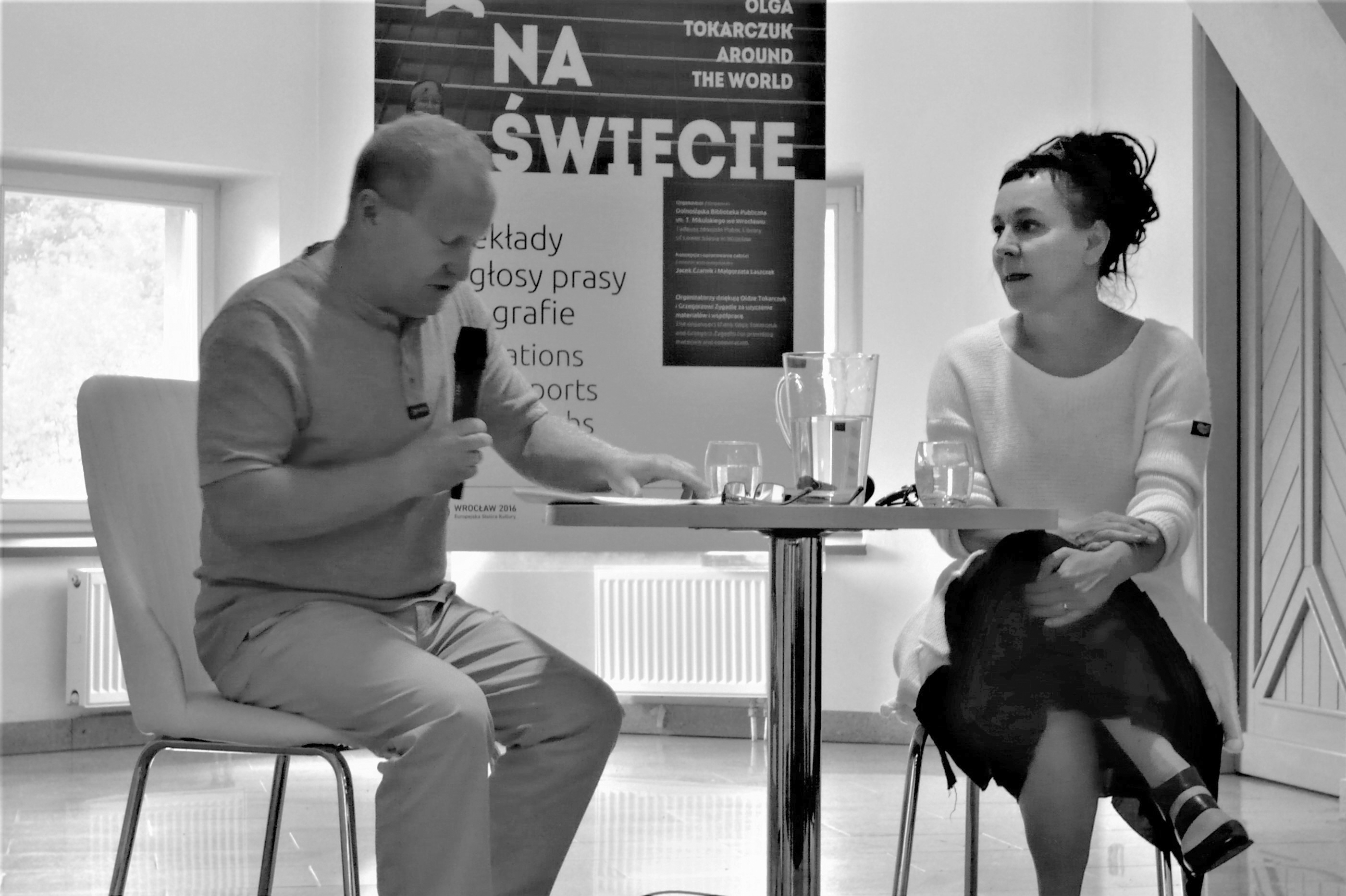
Karol Maliszewski i Olga Tokarczuk
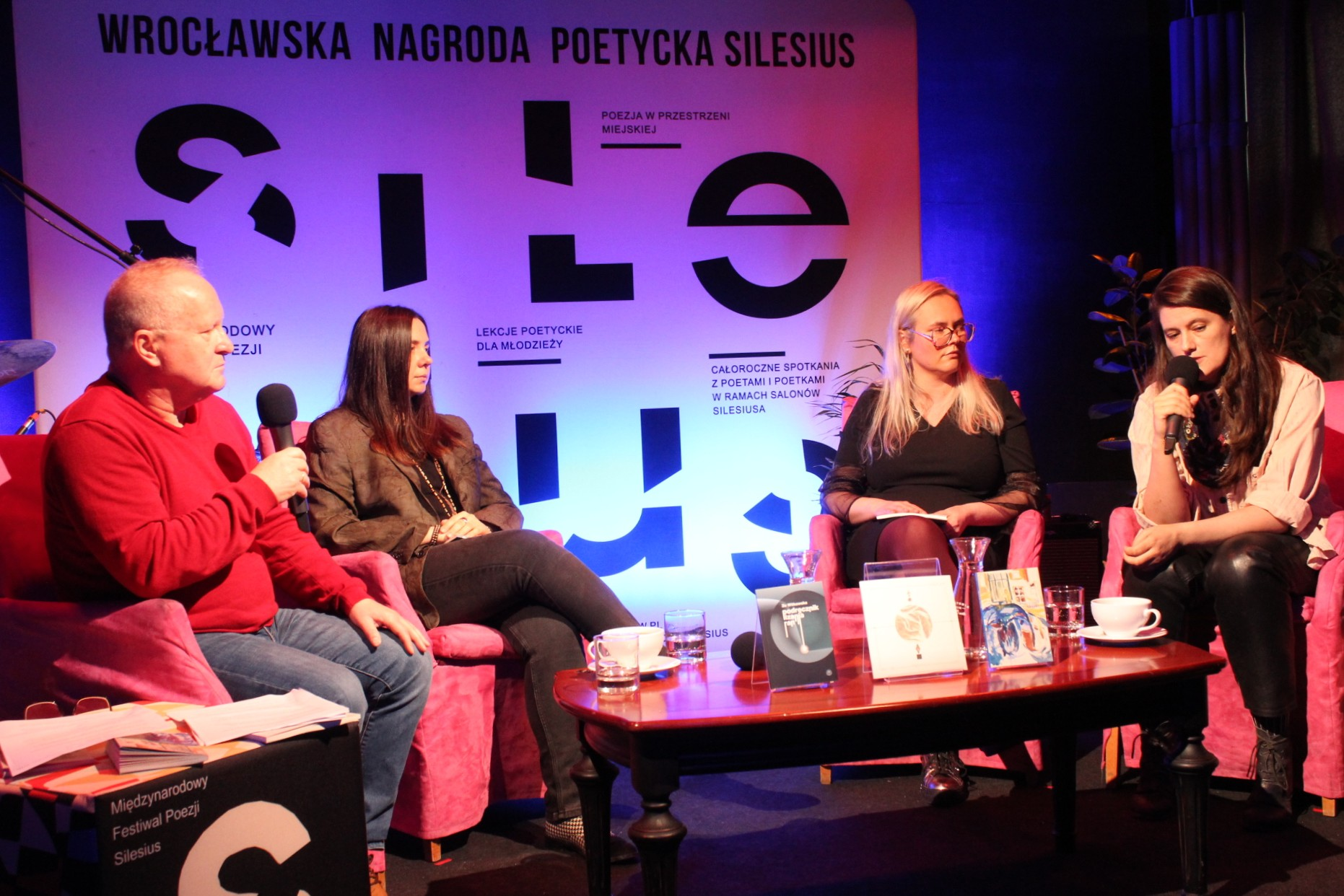
Z Zu Witkowską, Ewą Jarocką, Bianką Rolando
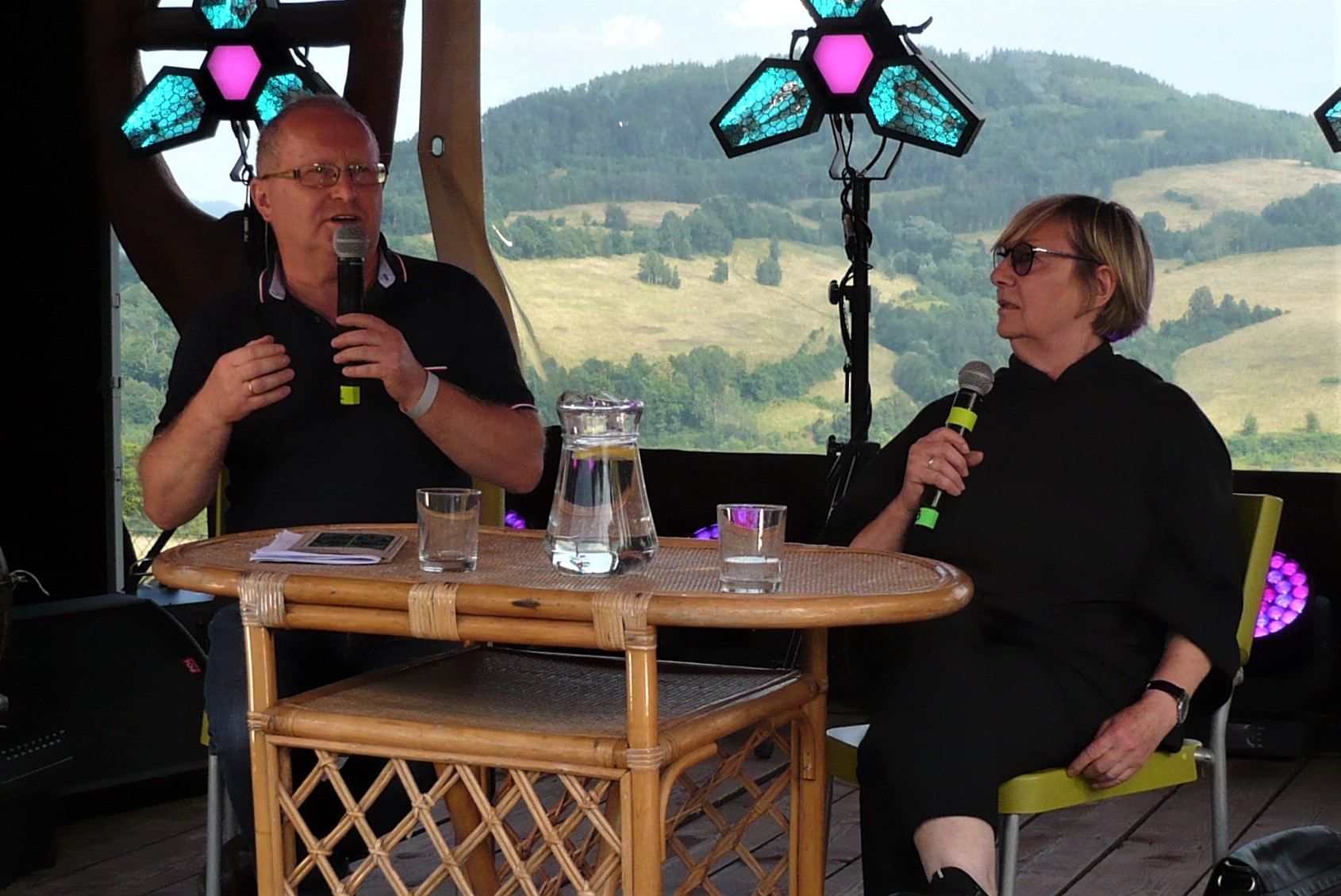
Karol Maliszewski i Ewa Lipska
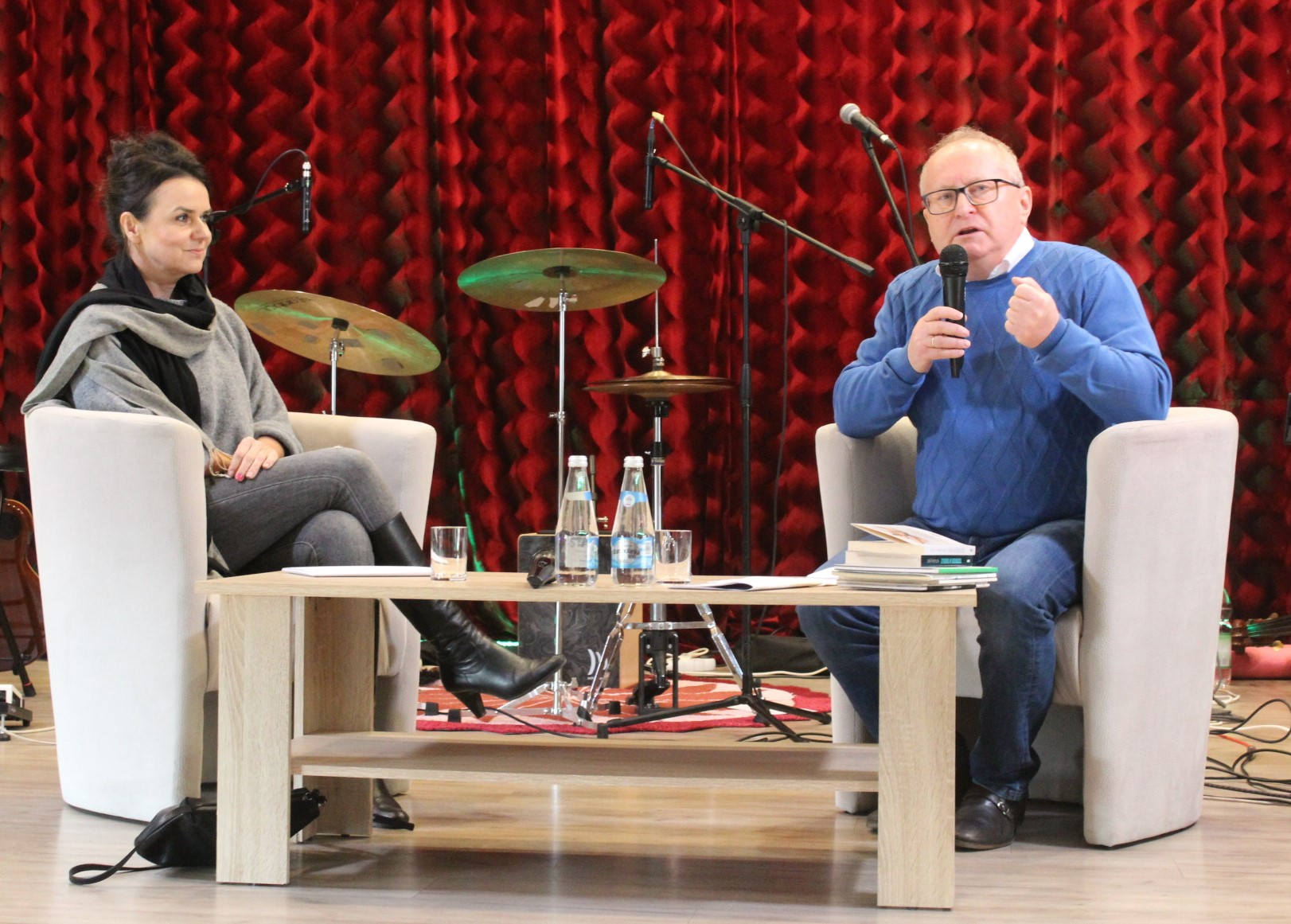
Julia Fiedorczuk i Karol Maliszewski
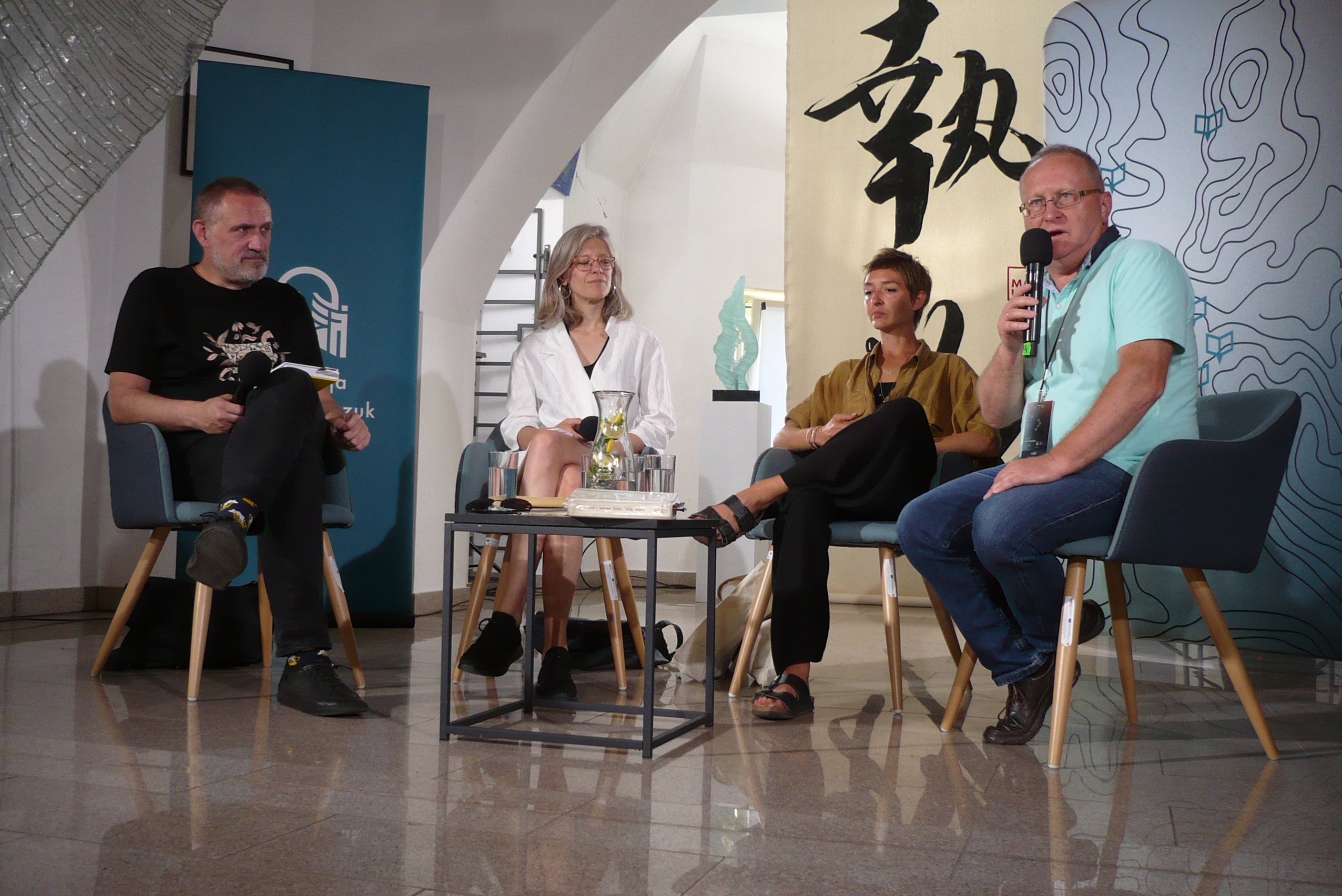
A. Wolny-Hamkało i Ilona Witkowska
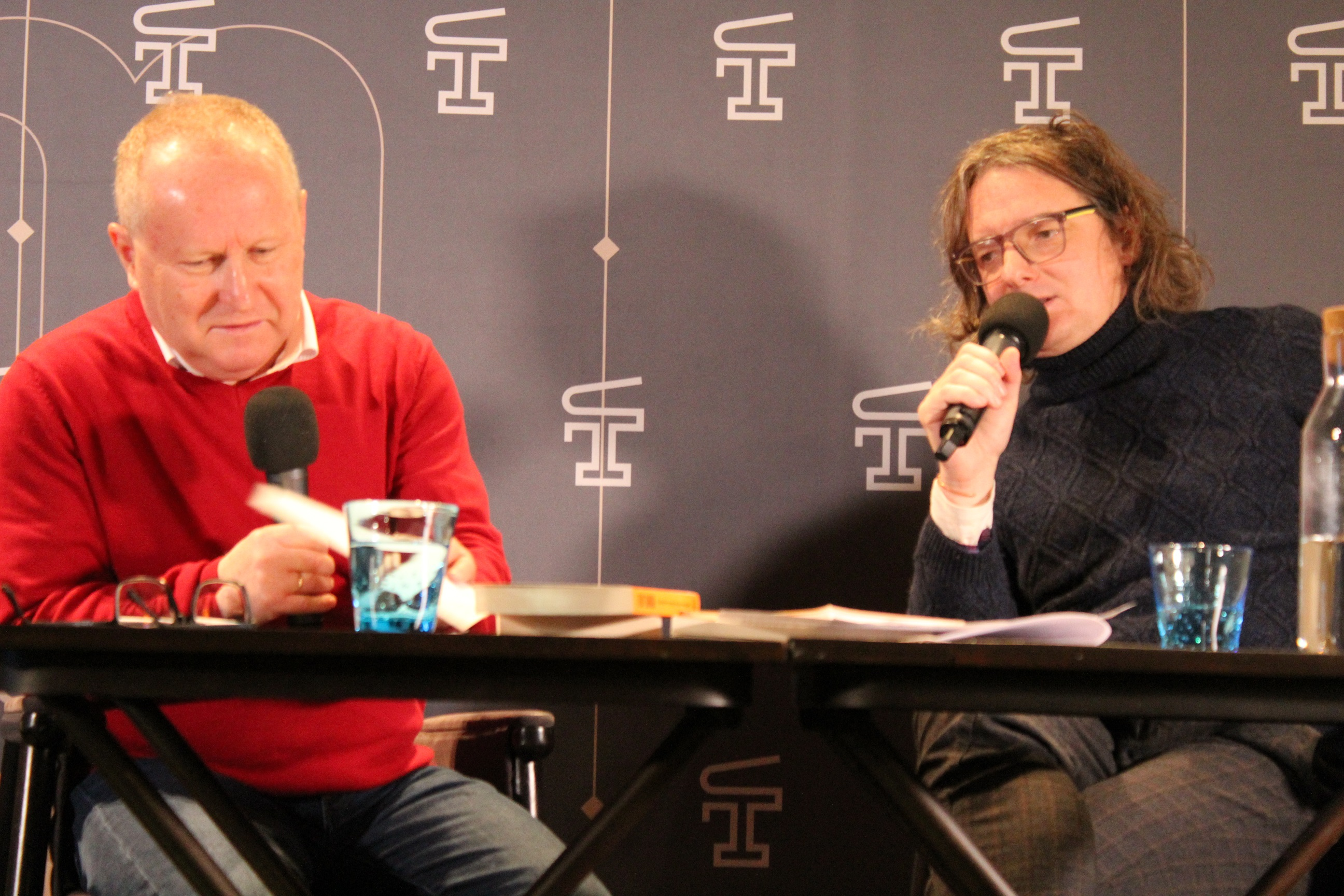
Karol Maliszewski i Filip Zawada
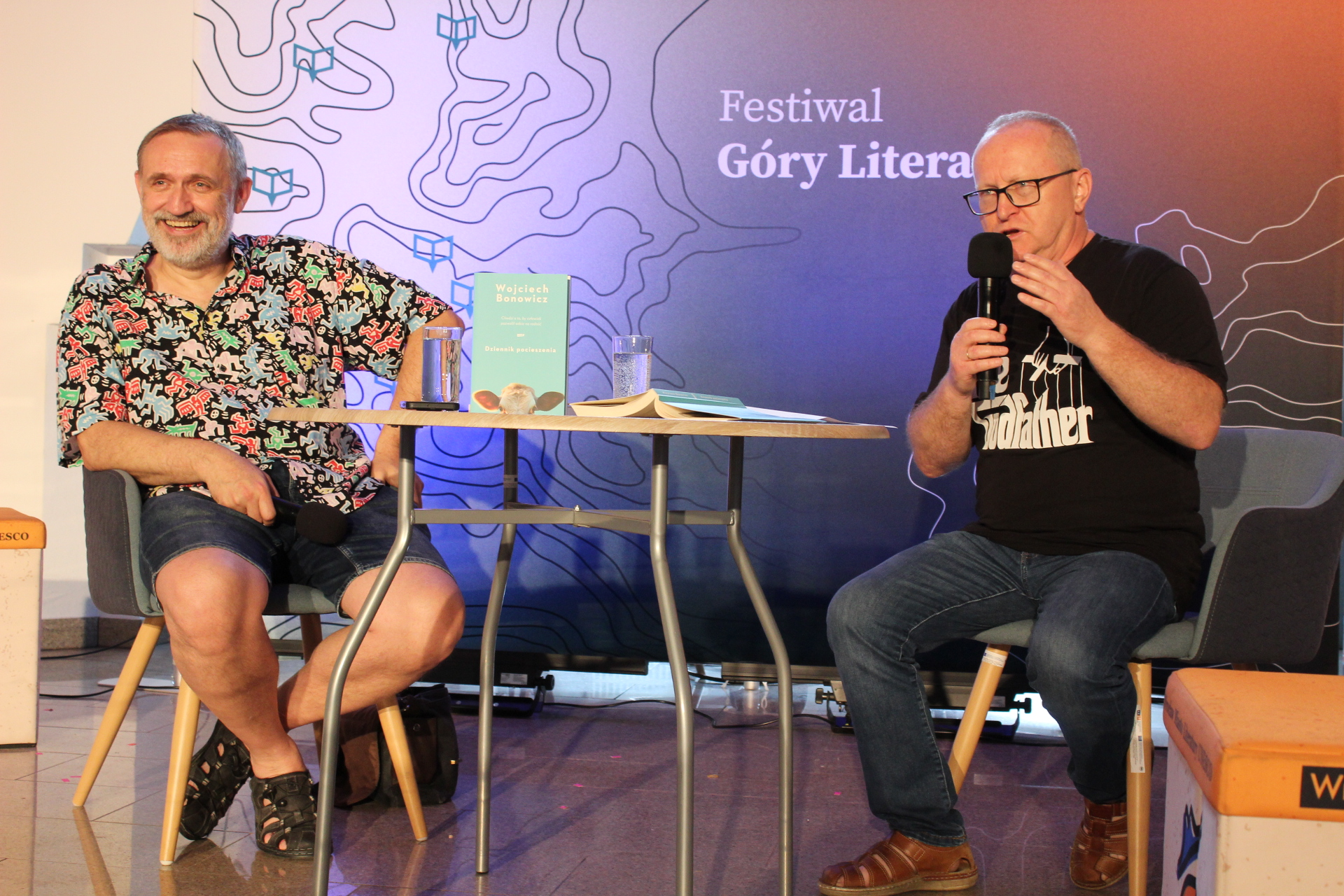
Wojciech Bonowicz i Karol Maliszewski
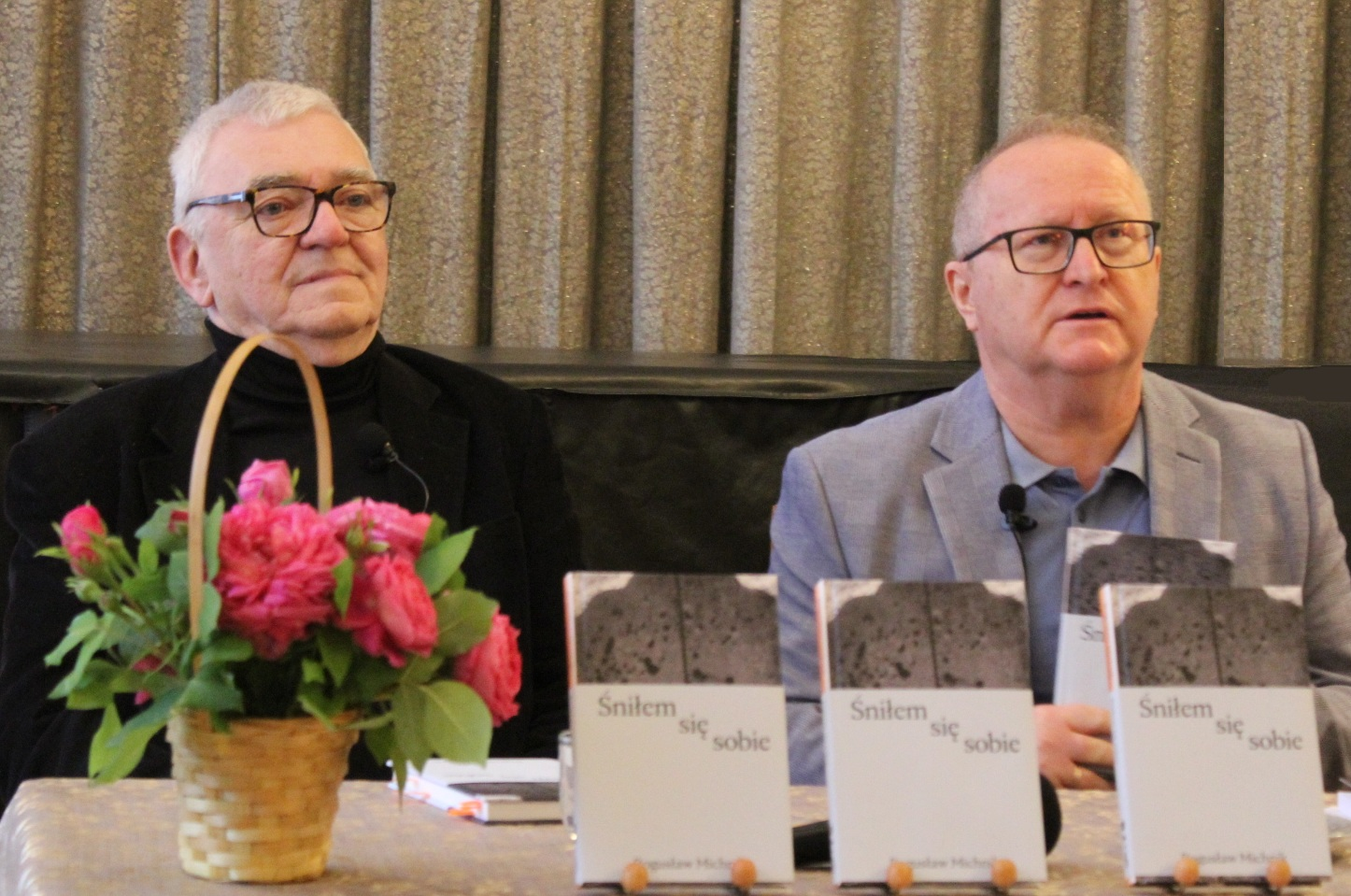
Bogusław Michnik i Karol Maliszewski
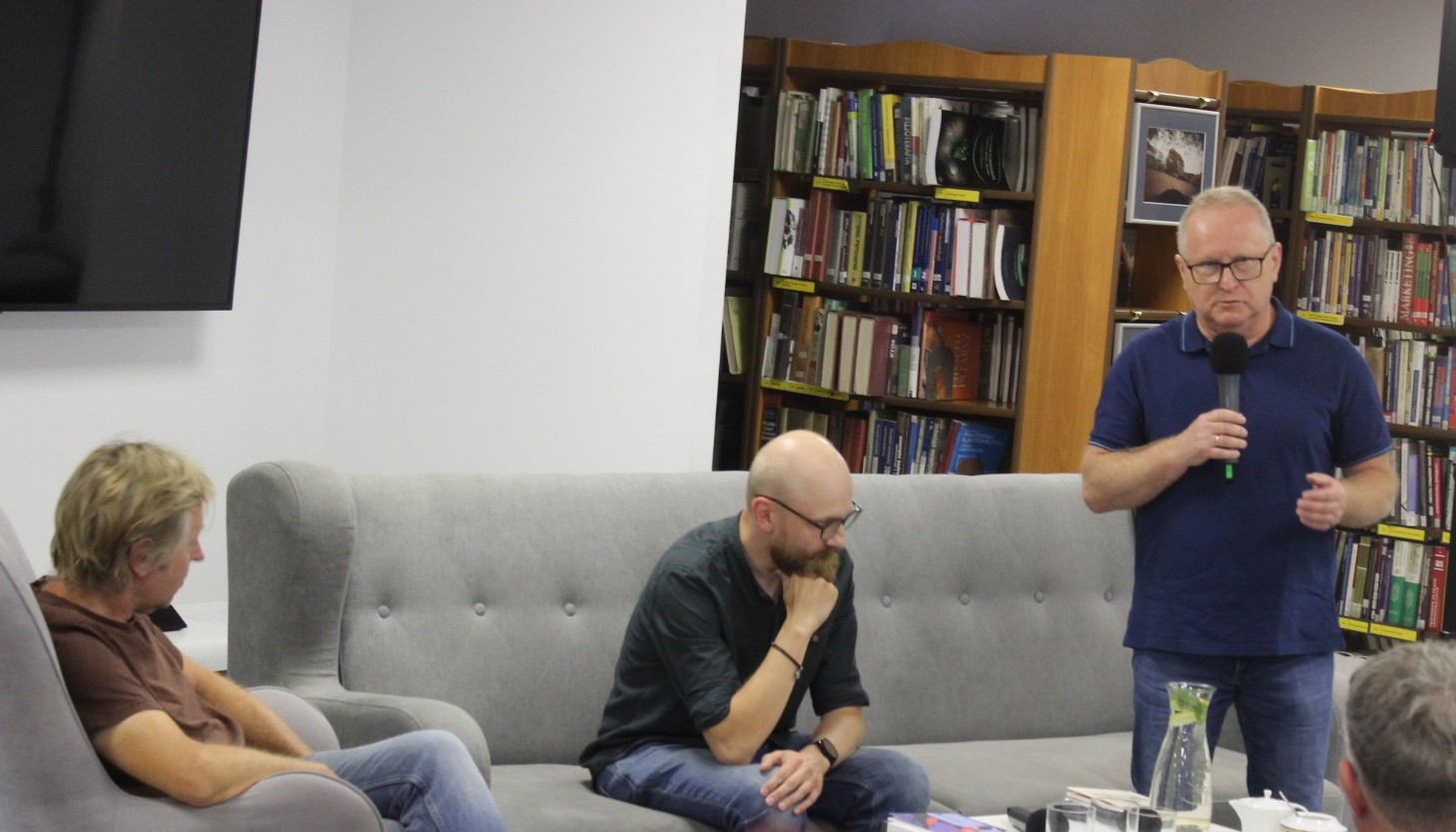
K. Fedorowicz, Jan Baron
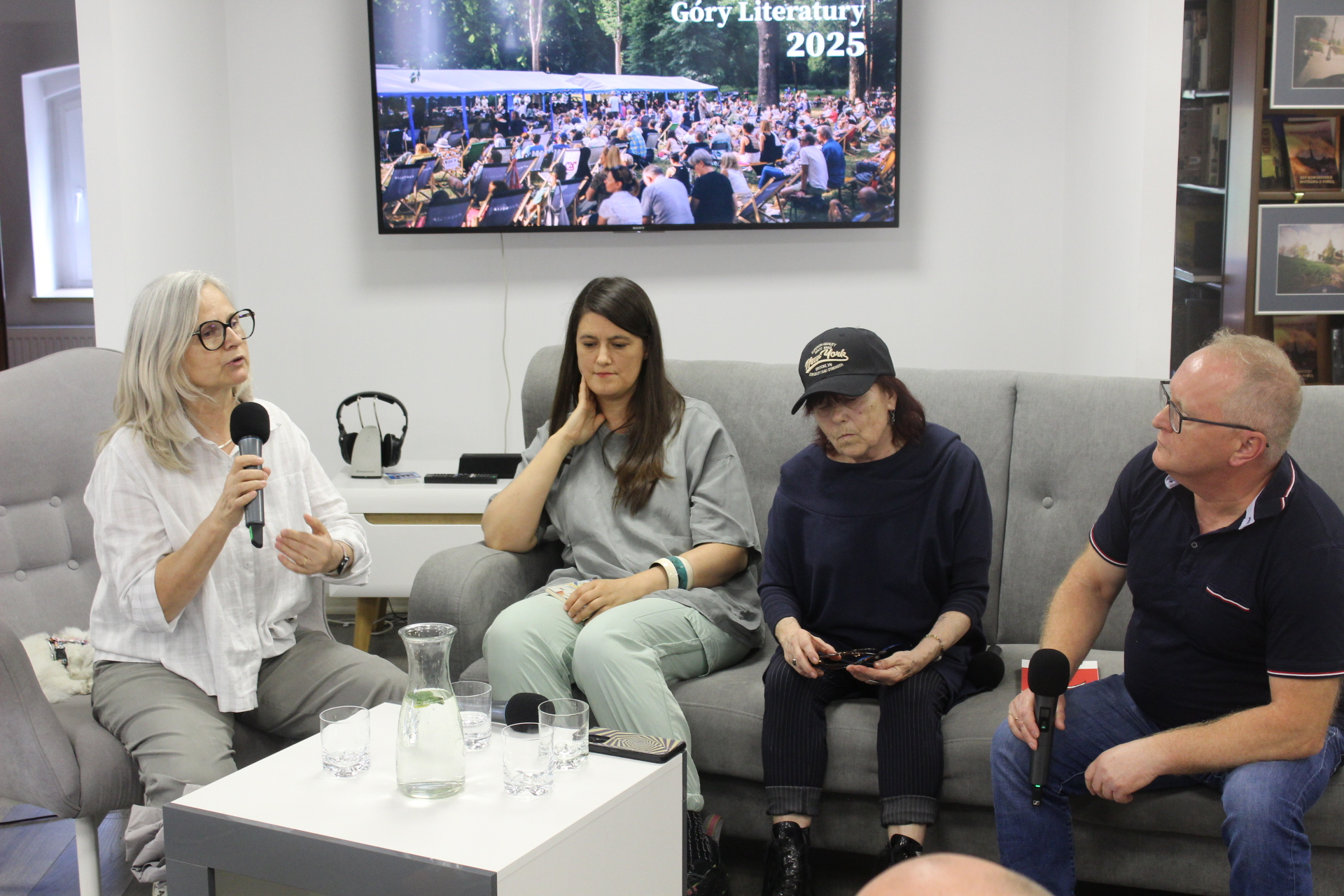
A. Janko, B. Rolando, M. Szychowiak